# Schülp bei Nortorf
Schülp bei Nortorf, Schülp b. Nortorf – miejscowość i gmina w Niemczech, w kraju związkowym Szlezwik-Holsztyn, w powiecie Rendsburg-Eckernförde, wchodzi w skład urzędu Nortorfer Land.